# 中國香港滑水總會
中國香港滑水總會（英語：Hong Kong, China Waterski Association）是專門管轄滑水事務的組織。該組織在1977年成立。現時，中國香港滑水總會是國際滑水暨寬板滑水總會的成員，並有27名的認可註冊教練和19名認可裁判。在比賽方面，則有香港滑水公開賽和香港尾波花式滑水錦標賽。

## 資料來源
1. ↑  .   [2014-01-13]. （原始内容存档于2013-09-06）. （页面存档备份，存于）
2. ↑  .   [2014-01-13]. （原始内容存档于2013-09-06）. （页面存档备份，存于）

## 外部連結
- 官方网站 （页面存档备份，存于）